# تريفور فاهي
تريفور فاهي هو لاعب هوكي جليد كندي، ولد في 4 يناير 1944 في New Waterford, Nova Scotia ‏ في كندا.

## وصلات خارجية
- تريفور فاهي على موقع دوري الهوكي الوطني (الإنجليزية)
- تريفور فاهي على موقع قاعة مشاهير الهوكي (لاعب أن.إتش.أل) (الإنجليزية)
- تريفور فاهي على موقع EliteProspects.com (الإنجليزية)
- تريفور فاهي على موقع HockeyDB.com (الإنجليزية)
- تريفور فاهي على موقع Hockey-Reference.com (الإنجليزية)